# Пилатес, Йозеф
Йозеф Хубертус Пилатес (нем. Joseph Hubertus Pilates; 9 декабря 1883, Мёнхенгладбах — 9 октября 1967, Нью-Йорк) — немецко-американский спортивный специалист, изобретатель методики фитнеса, получившей его имя пилатес.

## Биография
Йозеф Х. Пилатес родился 9 декабря 1883 года в промышленном городе Гладбах (ныне известный как Мёнхенгладбах), Западная Германия.
Его отец Фридрих Пилатес (род. 27 апреля 1859 г.) был по профессии слесарем (по другой версии — механиком) и занимался тяжёлой атлетикой в гимнастическом клубе. Мать Хелена Пилатес (урожденная Хан, род. 21 мая 1860 г.) была домохозяйкой. Йозеф был вторым из девяти детей Фридриха и Хелены.
Йозеф рос болезненным ребёнком. Он страдал от астмы, рахита и ревматической лихорадки. Однако благодаря интенсивным физическим упражнениям сумел значительно поправить здоровье и стать профессиональным спортсменом и преподавателем физической культуры.
С 1912 года работал в Англии, профессионально занимался боксом, бодибилдингом, тренировал боксёров и преподавал самооборону полицейским, в том числе в Скотланд-Ярде. С началом Первой мировой войны был интернирован на острове Мэн и в период вынужденной бездеятельности интенсивно работал над оформлением своего опыта в определённый метод, помогая раненым солдатам возвращаться к жизни.
В 1926 году эмигрировал в США и вместе с женой Кларой (с которой он познакомился на корабле по пути в США) открыл независимую школу здорового образа жизни, обучая собственному методу, названному им контрологией (англ. Contrology), поскольку одной из основных идей Пилатеса (унаследованных отчасти из йоги) была концепция мысленного контроля над работой мышц. Среди непосредственных учеников Пилатеса был, в частности, Джордж Баланчин.

## Достижения
Йозеф Пилатес создал систему физических упражнений, которые помогают исправить мышечный дисбаланс и улучшить осанку, координацию, равновесие, силу и гибкость, улучшить функционирование внутренних органов. Йозеф также изобрёл множество машин на основе пружинного сопротивления, которые можно использовать для выполнения многих упражнений по его методике.